# Az-Zubayr (distrikt)
az-Zubayr är ett distrikt i Irak.   Det ligger i provinsen Basra, i den sydöstra delen av landet, 400 km sydost om huvudstaden Bagdad.
Följande samhällen finns i az-Zubayr:
- az-Zubayr
- Umm Qasr